# ريتشارد أودونيل
ريتشارد أودونيل (12 سبتمبر 1988 بشفيلد في المملكة المتحدة - ) (بالإنجليزية: Richard O'Donnell)‏ هو لاعب كرة قدم بريطاني في مركز حراسة المرمى. لعب مع أولدهام أثلتيك وبرادفورد سيتي وستوكبورت كونتي وشيفيلد وينزداي وغريمسبي تاون وماكليسفيلد تاون ونادي بريستول سيتي ونادي تشيسترفيلد ونادي روذرهام يونايتد ونادي نورثامبتون تاون ونادي والسول ونادي يورك سيتي وويغان أتلتيك وBuxton F.C. ‏ وAlfreton Town F.C. ‏.

## وصلات خارجية
- ريتشارد أودونيل على موقع قاعدة بيانات كرة القدم.إي يو (الإنجليزية)
- ريتشارد أودونيل على موقع Soccerbase.com (لاعب) (الإنجليزية)
- ريتشارد أودونيل على موقع Soccerway.com (الإنجليزية)